# Phelipara minor
Phelipara minor är en skalbaggsart som beskrevs av Stefan von Breuning 1940. Phelipara minor ingår i släktet Phelipara och familjen långhorningar. Inga underarter finns listade i Catalogue of Life.